# Dayton (Nova Jersey)
Dayton és una concentració de població designada pel cens dels Estats Units a l'estat de Nova Jersey. Segons el cens del 2000 tenia 6.235 habitants.

## Demografia
Segons el cens del 2000, Dayton tenia 6.235 habitants, 2.061 habitatges, i 1.690 famílies. La densitat de població era de 1.130,2 habitants/km².
Dels 2.061 habitatges en un 52,7% hi vivien nens de menys de 18 anys, en un 68,9% hi vivien parelles casades, en un 10,4% dones solteres, i en un 18% no eren unitats familiars. En el 14,3% dels habitatges hi vivien persones soles el 3,3% de les quals corresponia a persones de 65 anys o més que vivien soles. El nombre mitjà de persones vivint en cada habitatge era de 3,03 i el nombre mitjà de persones que vivien en cada família era de 3,36.
Per edats la població es repartia de la següent manera: un 31,8% tenia menys de 18 anys, un 6% entre 18 i 24, un 37,3% entre 25 i 44, un 19,7% de 45 a 60 i un 5,2% 65 anys o més.
L'edat mediana era de 34 anys. Per cada 100 dones de 18 o més anys hi havia 90,2 homes.
La renda mediana per habitatge era de 79.050 $ i la renda mediana per família de 83.024 $. Els homes tenien una renda mediana de 56.892 $ mentre que les dones 43.500 $. La renda per capita de la població era de 28.924 $. Aproximadament l'1,9% de les famílies i el 2,4% de la població estaven per davall del llindar de pobresa.

## Poblacions més properes
El següent diagrama mostra les poblacions més properes.